# 127P/Хольта — Ольмстеда
Комета Хольта — Ольмстеда (127P/Holt-Olmstead) — короткопериодическая комета из семейства Юпитера, которая была обнаружена 14 сентября 1990 года американскими астрономами Генри Хольт и C. Michelle Olmstead (англ.) с помощью 0,46-метрового телескопа Шмидта Паломарской обсерватории. На момент открытия комета находилась в созвездии Рыб и была описана как диффузный объект 17,2 m звёздной величины. Комета обладает довольно коротким периодом обращения вокруг Солнца — чуть менее 6,4 года.

Орбита кометы Хольта — Ольмстеда и её положение в Солнечной системе

Уже к 21 сентября британскому астроному Брайану Марсдену удалось вычислить первую эллиптическую орбиту этого тела. После всех уточнений оказалось, что комета прошла перигелий 4 октября на расстоянии 2,043 а. е. и имела орбитальный период 6,16 года. За кометой следили до 14 декабря. 
Проинтегрировав дальнейшее движение кометы в будущее, он предсказал, что она должна вернуться в перигелий 6 февраля 1997 года, но это возвращение будет неблагоприятным для наблюдений. Тем не менее, 19 и 20 сентября 1996 году другому американскому астроному Джеймсу Скотти в обсерватории Китт-Пик всё же удалось обнаружить комету, а на следующую ночь подтвердить своё открытия. Текущие позиции кометы указывали, что прогноз требовал корректировки всего на -0,02 суток, что было очень малой ошибкой, учитывая, что орбита рассчитывалась на основе всего лишь трёхмесячных наблюдений. Она имела звёздоподобный вид и магнитуду 20,1 m. После 20 сентября комету больше не наблюдали, но анализ архивных снимков, позволил найти более раннюю фотографию кометы от 16 июня 1996 года.

## Сближение с планетами
В течение XX и XXI веков комета лишь дважды сближалась с Юпитером на расстояние менее 1 а. е.
- 0,86 а. е. от Юпитера 13 мая 1981 года;
- 0,77 а. е. от Юпитера 8 июня 2076 года.